# Cymatopsygma
Cymatopsygma is een geslacht van rechtvleugeligen uit de familie Thericleidae. De wetenschappelijke naam van dit geslacht is voor het eerst geldig gepubliceerd in 1896 door Karsch.

## Soorten
Het geslacht Cymatopsygma  is monotypisch en omvat slechts de volgende soort:
- Cymatopsygma flabelliferum (Karsch, 1896)